# هرجایی سرم را می‌گذارم
هرجایی سرم را می‌گذارم (انگلیسی: Anywhere I Lay My Head) نخستین آلبوم استودیویی از اسکارلت جوهانسون است، که در ۱۶ مه ۲۰۰۸ توسط آتکو رکوردز منتشر شد.